# Rifargia onerosa
Rifargia onerosa är en fjärilsart som beskrevs av William Schaus 1906. Rifargia onerosa ingår i släktet Rifargia och familjen tandspinnare. Inga underarter finns listade.